# Liste der Ständigen Vertreter Brasiliens bei der UNESCO
Die Ständige Vertretung der brasilianischen Regierung bei der UNESCO befindet sich in Paris.
| Ernannt       | Name                            | Bemerkungen       | Mensagem Senado Federal | im Senat des Nationalkongress vorgestellt am | ernannt von               | Posten verlassen |
| ------------- | ------------------------------- | ----------------- | ----------------------- | -------------------------------------------- | ------------------------- | ---------------- |
| 27. Juni 1989 | José Guilherme Alves Merquior   | [ 1 ]             | MSF 110/1989            |                                              | José Sarney               |                  |
| 1991          | Vera Pedrosa Martíns de Almeida | Geschäftsträgerin |                         |                                              | Fernando Collor de Mello  |                  |
| 20. Mai 1991  | Alvaro da Costa Franco Filho    | [ 2 ]             | MSF 62 de 1991          |                                              | Fernando Collor de Mello  |                  |
| 17. März 1994 | Jerônimo Moscardo               | [ 3 ]             | MSF 537 de 1993         | 3. März 1994                                 | Itamar Franco             |                  |
| 14. Dez. 1995 | Fernando Pedreira               | [ 4 ]             | MSF 304 de 1995         | 6. Dez. 1995                                 | Fernando Henrique Cardoso |                  |
| 11. Jan. 2000 | José Israel Vargas              | [ 5 ]             | MSF 233 de 1999         | 14. Dez. 1999                                | Fernando Henrique Cardoso |                  |
| Nov. 2007     | João Carlos de Souza Gomes      | [ 6 ]             | MSF 335 de 2007         | 26. Okt. 2007                                | Luiz Inácio Lula da Silva |                  |
| 2010          | Maria Laura da Rocha            | [ 7 ]             | MSF 74 de 2010          | 6. Juli 2010                                 | Dilma Rousseff            |                  |